# ブラック・イーグル団
ブラック・イーグル団またはアギラス・ネグラス(Águilas Negras)は、コロンビアの準軍組織。BACRIM(「犯罪組織」)の1つ。
コロンビア自衛軍連合(AUC)の解散後、武装解除を拒否した元戦闘員らにより編成された。また、リーダーはAUC創設者カルロス・カスターニョ・ヒルの兄ビセンテ・カスターニョであった 。
ブラック・イーグル団はAUCと同様麻薬取引、企業恐喝、誘拐など数々の犯罪に手を染めていたが、リーダーのビセンテが失踪(敵対勢力により暗殺されたと見られている)し、2011年に解散した。